# Your Own Special Way
Your Own Special Way è un singolo del gruppo musicale britannico Genesis, l'unico estratto dall'ottavo album in studio Wind & Wuthering e pubblicato nel 1977.

## Tracce
7" (Germania, Portogallo, Regno Unito)
- Lato A

1. Your Own Special Way – 3:03 (Mike Rutherford)

- Lato B

1. It's Yourself – 4:30 (Phil Collins, Mike Rutherford, Tony Banks, Steve Hackett)

7" (Stati Uniti)
- Lato B

1. Your Own Special Way – 3:03 (Mike Rutherford)

- Lato B

1. ...In That Quiet Earth – 4:45 (musica: Steve Hackett, Mike Rutherford, Tony Banks, Phil Collins)

## Formazione
- Phil Collins – voce, batteria, piatti, percussioni
- Steve Hackett – chitarra elettrica, chitarra nylon classica, chitarra a 12 corde, kalimba, autoharp
- Mike Rutherford – basso a 4, 6 e 8 corde, chitarra elettrica, chitarra acustica a 12 corde, bass pedal
- Tony Banks – Steinway grand piano, sintetizzatori ARP 2600 e Pro Soloist, organo Hammond, mellotron, sintetizzatore Roland String, Fender Rhodes, pianoforte

## Classifiche
| Classifica (1977) | Posizione massima |
| ----------------- | ----------------- |
| Regno Unito       | 43                |
| Stati Uniti       | 62                |